# Specie di Rhaponticum
Elenco delle specie di Rhaponticum:

## A
- Rhaponticum acaule (L.) DC., 1838
- Rhaponticum aulieatense Iljin, 1933
- Rhaponticum australe (Gaudich.) Soják, 1962

## B
- Rhaponticum berardioides (Batt.) Dobignard

## C
- Rhaponticum canariense DC., 1838

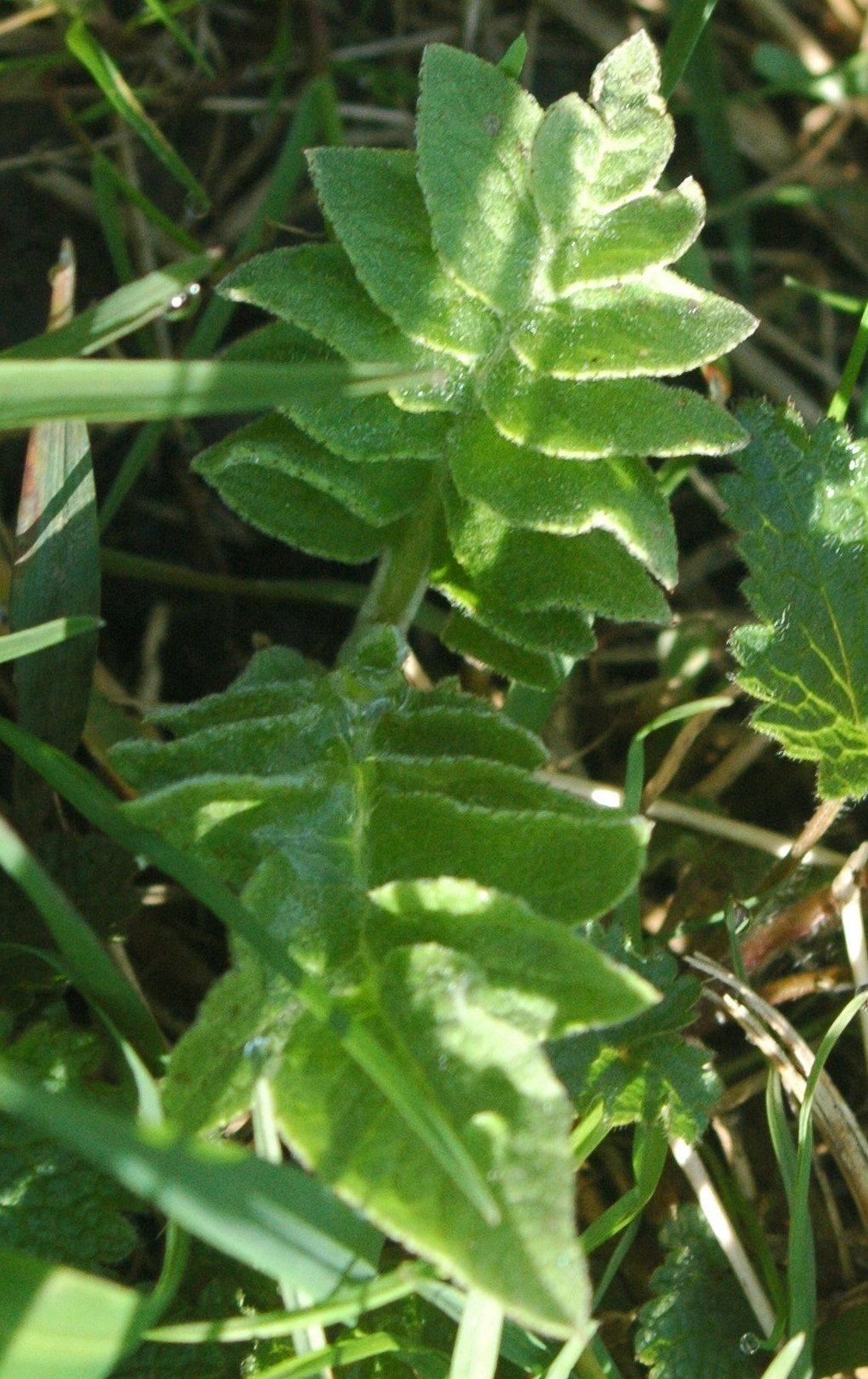
Rhaponticum carthamoides

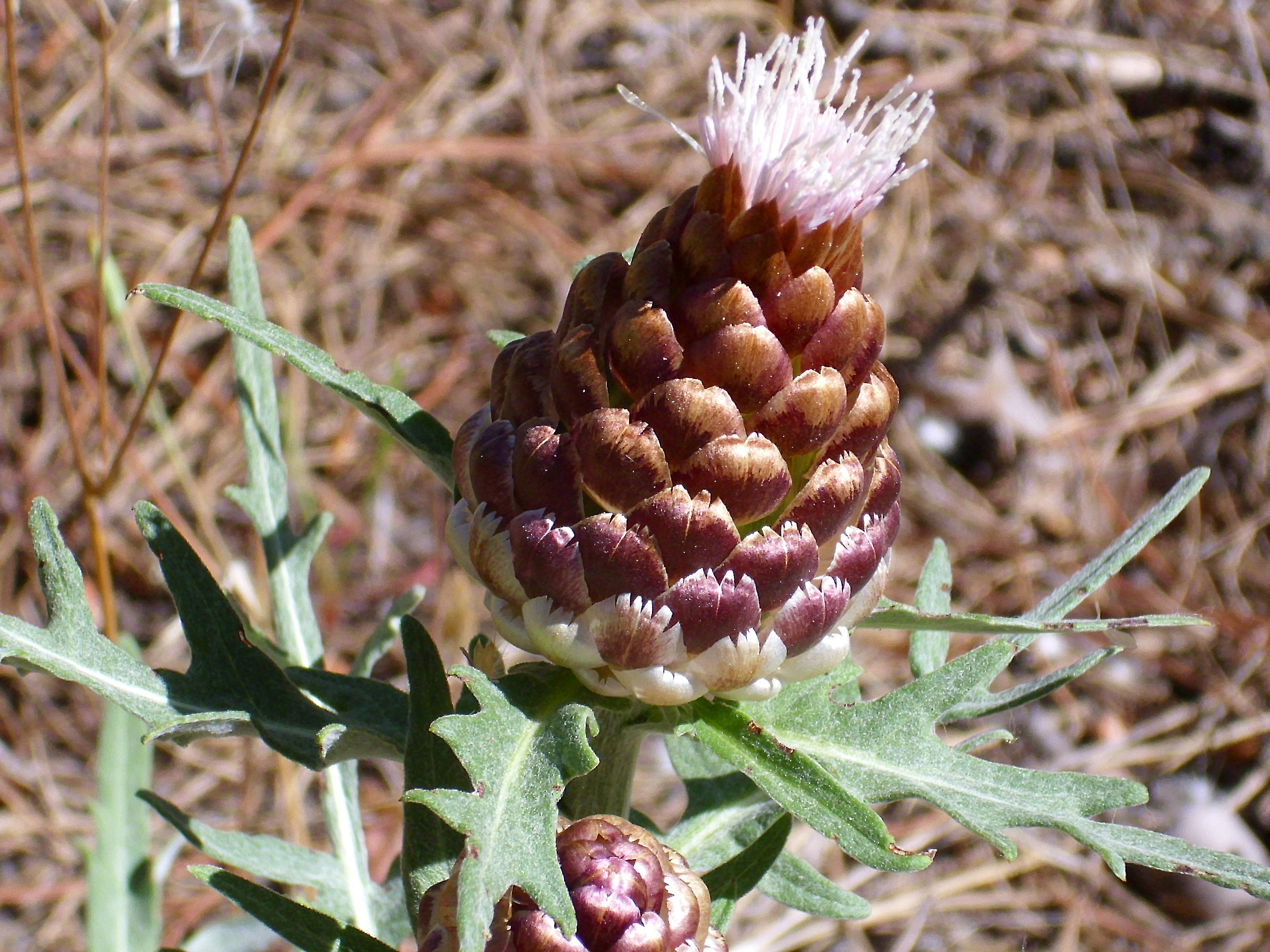
Rhaponticum coniferum

- Rhaponticum carthamoides (Willd.) Iljin, 1933
- Rhaponticum centauroides (L.) O.Bolòs
- Rhaponticum coniferum (L.) Greuter, 2003
- Rhaponticum cossonianum (Ball) Greuter, 2003

## E
- Rhaponticum exaltatum (Willk.) Greuter, 2003

## H

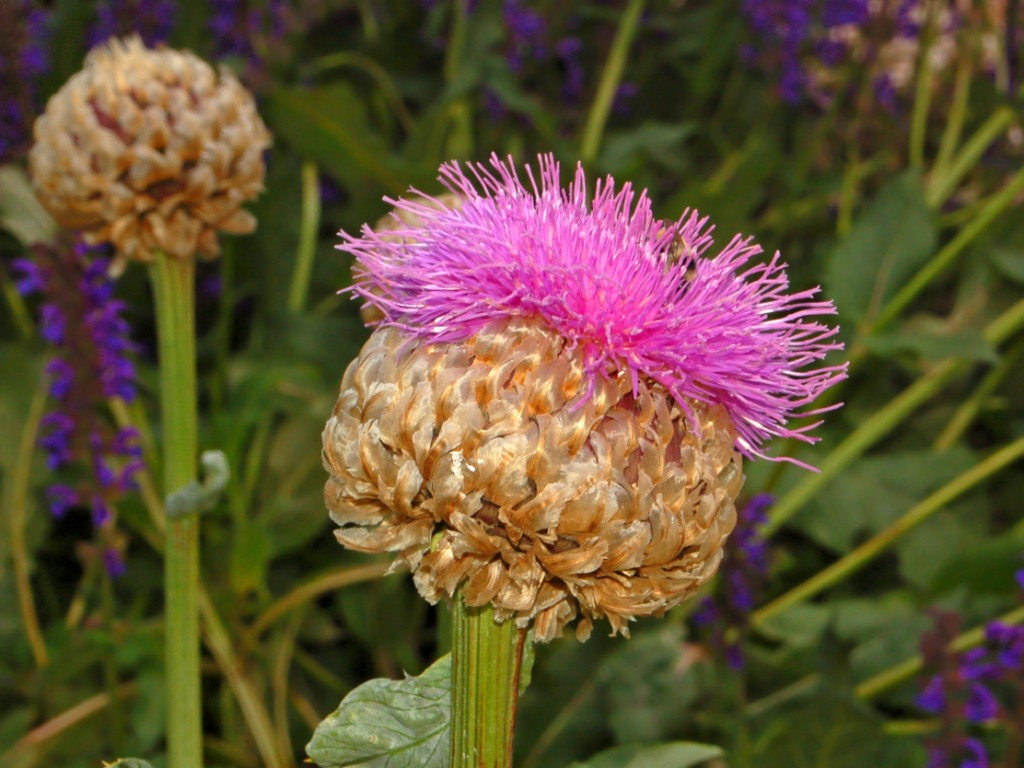
Rhaponticum heleniifolium

- Rhaponticum heleniifolium Gren. & Godr., 1850

## I
- Rhaponticum insigne (Boiss.) Wagenitz, 1961
- Rhaponticum integrifolium C.Winkl., 1886

## K
- Rhaponticum karatavicum Regel & Schmalh., 1879

## L
- Rhaponticum longifolium (Hoffmanns. & Link) Soskov, 1959
- Rhaponticum lyratum C.Winkl. ex Iljin, 1933

## N
- Rhaponticum namanganicum Iljin, 1933
- Rhaponticum nanum Lipsky
- Rhaponticum nitidum Fisch., 1838

## O
- Rhaponticum orientale (Serg.)

## P

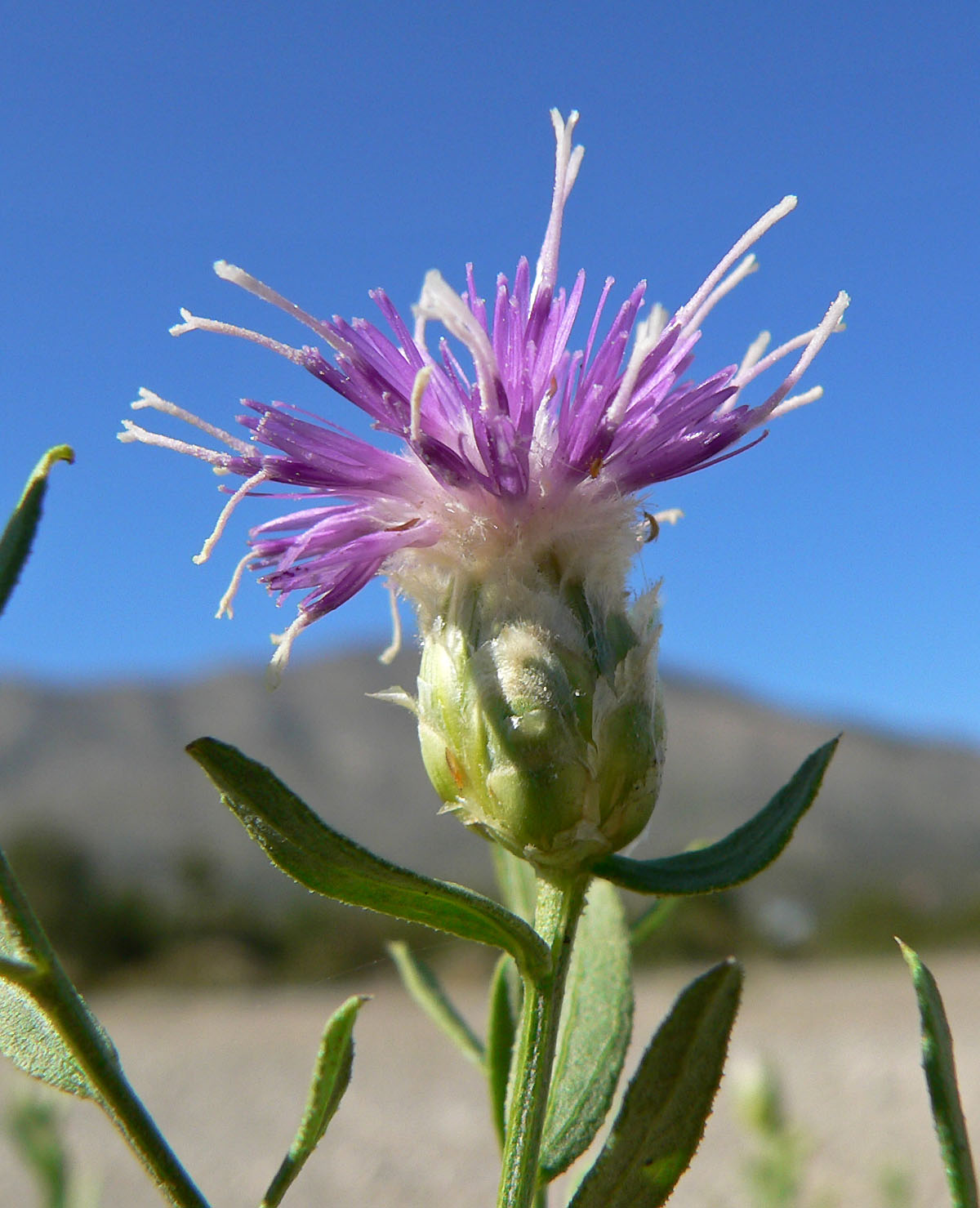
Rhaponticum repens

- Rhaponticum pulchrum Fisch. & C.A.Mey., 1836

## R
- Rhaponticum repens (L.) Hidalgo, 2006

## S
- Rhaponticum scariosum Lam., 1779

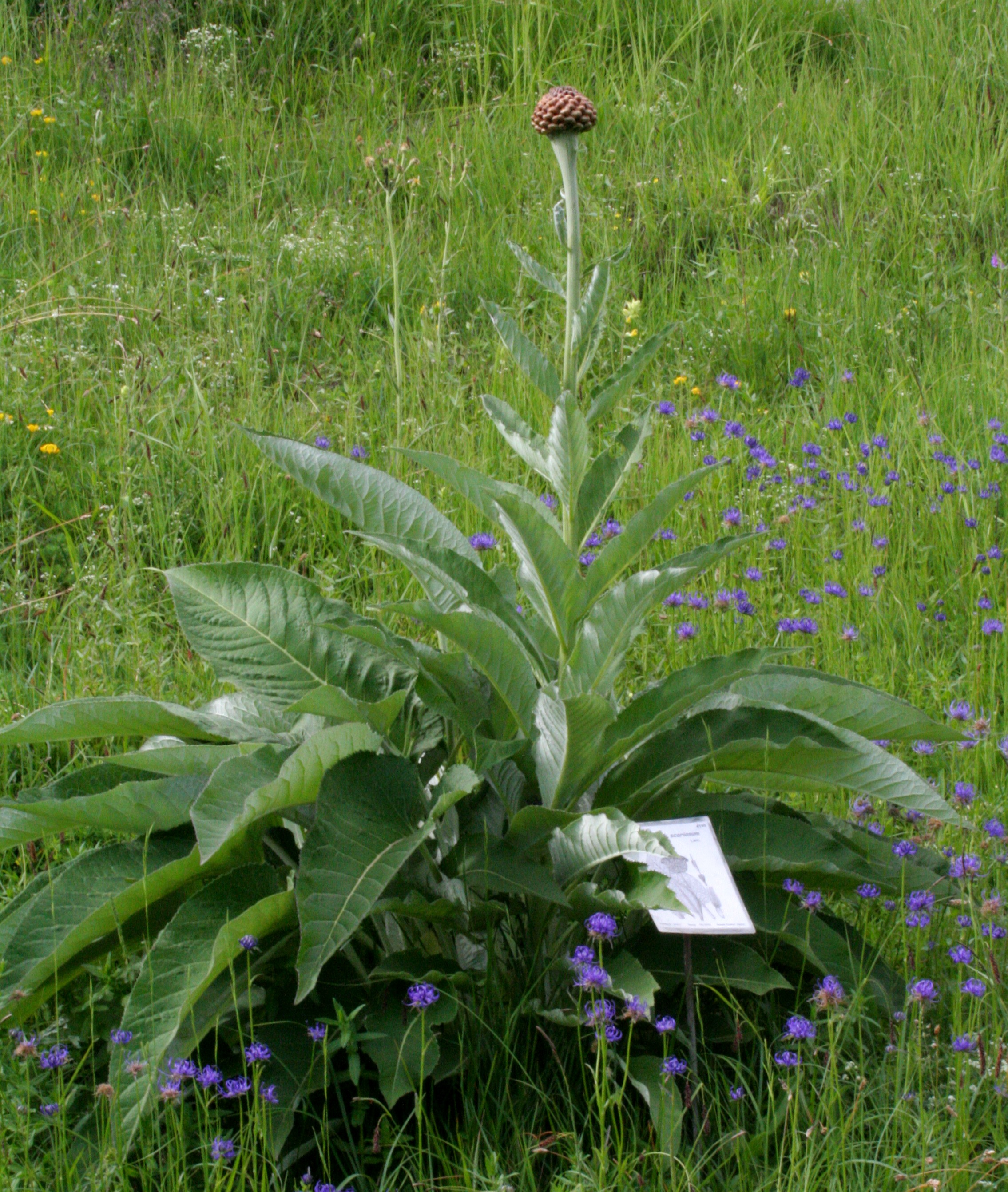
Rhaponticum scariosum

- Rhaponticum serratuloides (Georgi) Bobrov, 1960

## U
- Rhaponticum uniflorum (L.) DC.